# Jalal Hosseini
Seyyed Jalaleddin Hosseini Khoskebijari (en persa: سید جلال الدين حسینی خشکبیجاری‎; Bandar-e Anzali, Guilán, 3 de febrero de 1982), simplemente conocido como Jalal Hosseini, es un exfutbolista y actual entrenador de fútbol iraní. En su etapa como jugador profesional se desempeñaba como defensa. Actualmente trabaja como entrenador asistente del Persépolis FC de la Iran Pro League.
Se especializó en Estudios Alemanes.

## Selección nacional
Fue internacional con la selección de fútbol de Irán en 115 ocasiones y anotó 8 goles.

### Participaciones en Copas del Mundo
| Mundial                        | Sede   | Resultado      | Partidos | Goles |
| ------------------------------ | ------ | -------------- | -------- | ----- |
| Copa Mundial de Fútbol de 2014 | Brasil | Fase de grupos | 3        | 0     |

### Participaciones en Copas Asiáticas
| Copa               | Sede                                | Resultado        | Partidos | Goles |
| ------------------ | ----------------------------------- | ---------------- | -------- | ----- |
| Copa Asiática 2007 | Indonesia Malasia Tailandia Vietnam | Cuartos de final | 4        | 1     |
| Copa Asiática 2011 | Catar                               | Cuartos de final | 3        | 0     |
| Copa Asiática 2015 | Australia                           | Cuartos de final | 4        | 0     |

### Goles internacionales
| # | Fecha                 | Lugar                                                   | Oponente   | Gol | Resultado | Competición                                |
| - | --------------------- | ------------------------------------------------------- | ---------- | --- | --------- | ------------------------------------------ |
| 1 | 11 de julio de 2007   | Estadio Nacional Bukit Jalil, Kuala Lumpur, Malasia     | Uzbekistán | 1–1 | 2–1       | Copa Asiática 2007                         |
| 2 | 26 de marzo de 2008   | Estadio Al Kuwait Sports Club, Ciudad de Kuwait, Kuwait | Kuwait     | 2–0 | 2–2       | Clasificación para la Copa Mundial de 2010 |
| 3 | 1 de octubre de 2010  | Estadio Internacional de Amán, Amán, Jordania           | Irak       | 1–0 | 2–1       | Campeonato de la WAFF 2010                 |
| 4 | 17 de julio de 2011   | Estadio Azadi, Teherán, Irán                            | Madagascar | 1–0 | 1–0       | Amistoso                                   |
| 5 | 11 de octubre de 2011 | Estadio Azadi, Teherán, Irán                            | Baréin     | 1–0 | 6–0       | Clasificación para la Copa Mundial de 2014 |
| 6 | 15 de octubre de 2013 | Estadio Azadi, Teherán, Irán                            | Tailandia  | 1–0 | 2–1       | Clasificación para la Copa Asiática 2015   |
| 7 | 8 de octubre de 2015  | Complejo Deportivo del Sultán Qaboos, Mascate, Omán     | Omán       | 1–1 | 1–1       | Clasificación para la Copa Mundial de 2018 |
| 8 | 6 de octubre de 2016  | Estadio Bunyodkor, Taskent, Uzbekistán                  | Uzbekistán | 1–0 | 1–0       | Clasificación para la Copa Mundial de 2018 |

## Clubes

### Como jugador
| Club            | País  | Año       |
| --------------- | ----- | --------- |
| Malavan FC      | Irán  | 2002-2005 |
| Saipa FC        | Irán  | 2005-2009 |
| Sepahan FC      | Irán  | 2009-2012 |
| Persépolis FC   | Irán  | 2012-2014 |
| Al Ahli Doha    | Catar | 2014-2015 |
| Naft Teherán FC | Irán  | 2015-2016 |
| Persépolis FC   | Irán  | 2016-2022 |

### Como entrenador
| Club                      | País | Año   |
| ------------------------- | ---- | ----- |
| Persépolis FC (asistente) | Irán | 2022- |

## Palmarés

### Como jugador

#### Campeonatos nacionales
| Título            | Club          | País | Año  |
| ----------------- | ------------- | ---- | ---- |
| Iran Pro League   | Saipa FC      | Irán | 2007 |
| Iran Pro League   | Sepahan FC    | Irán | 2010 |
| Iran Pro League   | Sepahan FC    | Irán | 2011 |
| Iran Pro League   | Sepahan FC    | Irán | 2012 |
| Iran Pro League   | Persépolis FC | Irán | 2017 |
| Supercopa de Irán | Persépolis FC | Irán | 2017 |
| Iran Pro League   | Persépolis FC | Irán | 2018 |
| Supercopa de Irán | Persépolis FC | Irán | 2018 |
| Iran Pro League   | Persépolis FC | Irán | 2019 |
| Copa Hazfi        | Persépolis FC | Irán | 2019 |
| Supercopa de Irán | Persépolis FC | Irán | 2019 |
| Iran Pro League   | Persépolis FC | Irán | 2020 |
| Supercopa de Irán | Persépolis FC | Irán | 2020 |
| Iran Pro League   | Persépolis FC | Irán | 2021 |

#### Distinciones individuales
| Distinción                                                           | Año  |
| -------------------------------------------------------------------- | ---- |
| Defensor del año en la Iran Pro League                               | 2007 |
| Defensor del año en la Iran Pro League                               | 2008 |
| Parte del equipo ideal de Asia                                       | 2011 |
| Parte del equipo del año de la Iran Pro League                       | 2012 |
| Parte del equipo del año de la Iran Pro League                       | 2014 |
| Defensor del año en la Iran Pro League                               | 2014 |
| Parte del equipo del año de la Iran Pro League                       | 2016 |
| Defensor del año en la Iran Pro League                               | 2016 |
| Parte del equipo del año de la Iran Pro League                       | 2017 |
| Defensor del año en la Iran Pro League                               | 2017 |
| Mejor jugador de la Iran Pro League del mes de noviembre según Navad | 2017 |
| Mejor jugador de la Iran Pro League del mes de diciembre según Navad | 2017 |
| Parte del equipo del año de la Iran Pro League                       | 2018 |
| Defensor del año en la Iran Pro League                               | 2018 |
| Parte del equipo del año de la Iran Pro League                       | 2019 |
| Defensor del año en la Iran Pro League                               | 2019 |
| Elegido como leyenda iraní de la Liga de Campeones de la AFC         | 2020 |

### Como entrenador asistente

#### Campeonatos nacionales
| Título            | Club          | País | Año  |
| ----------------- | ------------- | ---- | ---- |
| Iran Pro League   | Persépolis FC | Irán | 2023 |
| Copa Hazfi        | Persépolis FC | Irán | 2023 |
| Supercopa de Irán | Persépolis FC | Irán | 2023 |